# Liste des représentants des États-Unis pour l'Alabama
Depuis 1973, l'État de l'Alabama dispose de sept représentants à la Chambre des représentants des États-Unis.

## Délégation au 119econgrès (2025-2027)
| District     | Nom             | Nom                         | Début du mandat                             | Parti | Parti       |
| ------------ | --------------- | --------------------------- | ------------------------------------------- | ----- | ----------- |
| 1er district | Barry Moore     |                             | 3 janvier 2021 (4 ans, 2 mois et 26 jours)  |       | Républicain |
| 2e district  | Shomari Figures | Portrait of Shomari Figures | 3 janvier 2025 (2 mois et 26 jours)         |       | Démocrate   |
| 3e district  | Mike D. Rogers  |                             | 3 janvier 2003 (22 ans, 2 mois et 26 jours) |       | Républicain |
| 4e district  | Robert Aderholt |                             | 3 janvier 1997 (28 ans, 2 mois et 26 jours) |       | Républicain |
| 5e district  | Dale Strong     |                             | 3 janvier 2023 (2 ans, 2 mois et 26 jours)  |       | Républicain |
| 6e district  | Gary Palmer     |                             | 3 janvier 2015 (10 ans, 2 mois et 26 jours) |       | Républicain |
| 7e district  | Terri Sewell    |                             | 3 janvier 2011 (14 ans, 2 mois et 26 jours) |       | Démocrate   |

### Démographie

#### Parti politique
- Deux démocrate
- Cinq républicains

#### Sexe
- Six hommes (six républicains)
- Une femme (démocrate)

#### Ethnicité
- Cinq Blancs (six républicains)
- Deux Afro-Américains (démocrate)

#### Âge
- De 50 à 60 ans : trois
- De 60 à 70 ans : quatre

#### Religions
- Protestantisme : sept
  - Baptisme : deux
  - Presbytérianisme : deux
  - Méthodisme épiscopal africain : une
  - Congrégationalisme : un
  - Christianisme non confessionnel : un

## Délégations historiques

### Depuis 1973
Après le recensement de 1970, l'Alabama perd un siège au Congrès avec 7 représentants.
| Congrès                      | 1er district       | 2e district                 | 3e district               | 4e district         | 5e district             | 6e district                | 7e district           |
| ---------------------------- | ------------------ | --------------------------- | ------------------------- | ------------------- | ----------------------- | -------------------------- | --------------------- |
| 93e congrès (en) (1973-1975) | Jack Edwards (R)   | William Louis Dickinson (R) | William Flynt Nichols (D) | Tom Bevill (D)      | Robert E. Jones Jr. (D) | John Hall Buchanan Jr. (R) | Walter Flowers (D)    |
| 94e congrès (en) (1975-1977) | Jack Edwards (R)   | William Louis Dickinson (R) | William Flynt Nichols (D) | Tom Bevill (D)      | Robert E. Jones Jr. (D) | John Hall Buchanan Jr. (R) | Walter Flowers (D)    |
| 95e congrès (1977-1979)      | Jack Edwards (R)   | William Louis Dickinson (R) | William Flynt Nichols (D) | Tom Bevill (D)      | Ronnie Flippo (D)       | John Hall Buchanan Jr. (R) | Walter Flowers (D)    |
| 96e congrès (1979-1981)      | Jack Edwards (R)   | William Louis Dickinson (R) | William Flynt Nichols (D) | Tom Bevill (D)      | Ronnie Flippo (D)       | John Hall Buchanan Jr. (R) | Richard Shelby (D)    |
| 97e congrès (1981-1983)      | Jack Edwards (R)   | William Louis Dickinson (R) | William Flynt Nichols (D) | Tom Bevill (D)      | Ronnie Flippo (D)       | Albert L. Smith Jr. (R)    | Richard Shelby (D)    |
| 98e congrès (1983-1985)      | Jack Edwards (R)   | William Louis Dickinson (R) | William Flynt Nichols (D) | Tom Bevill (D)      | Ronnie Flippo (D)       | Ben Erdreich (D)           | Richard Shelby (D)    |
| 99e congrès (1985-1987)      | Sonny Callahan (R) | William Louis Dickinson (R) | William Flynt Nichols (D) | Tom Bevill (D)      | Ronnie Flippo (D)       | Ben Erdreich (D)           | Richard Shelby (D)    |
| 100e congrès (1987-1989)     | Sonny Callahan (R) | William Louis Dickinson (R) | William Flynt Nichols (D) | Tom Bevill (D)      | Ronnie Flippo (D)       | Ben Erdreich (D)           | Claude Harris Jr. (D) |
| 101e congrès (1989-1991)     | Sonny Callahan (R) | William Louis Dickinson (R) | Glen Browder (D)          | Tom Bevill (D)      | Ronnie Flippo (D)       | Ben Erdreich (D)           | Claude Harris Jr. (D) |
| 102e congrès (1991-1993)     | Sonny Callahan (R) | William Louis Dickinson (R) | Glen Browder (D)          | Tom Bevill (D)      | Robert E. Cramer (D)    | Ben Erdreich (D)           | Claude Harris Jr. (D) |
| 103e congrès (1993-1995)     | Sonny Callahan (R) | Terry Everett (R)           | Glen Browder (D)          | Tom Bevill (D)      | Robert E. Cramer (D)    | Spencer Bachus (R)         | Earl F. Hilliard (D)  |
| 104e congrès (1995-1997)     | Sonny Callahan (R) | Terry Everett (R)           | Glen Browder (D)          | Tom Bevill (D)      | Robert E. Cramer (D)    | Spencer Bachus (R)         | Earl F. Hilliard (D)  |
| 105e congrès (1997-1999)     | Sonny Callahan (R) | Terry Everett (R)           | Bob Riley (R)             | Robert Aderholt (R) | Robert E. Cramer (D)    | Spencer Bachus (R)         | Earl F. Hilliard (D)  |
| 106e congrès (1999-2001)     | Sonny Callahan (R) | Terry Everett (R)           | Bob Riley (R)             | Robert Aderholt (R) | Robert E. Cramer (D)    | Spencer Bachus (R)         | Earl F. Hilliard (D)  |
| 107e congrès (2001-2003)     | Sonny Callahan (R) | Terry Everett (R)           | Bob Riley (R)             | Robert Aderholt (R) | Robert E. Cramer (D)    | Spencer Bachus (R)         | Earl F. Hilliard (D)  |
| 108e (2003-2005)             | Jo Bonner (R)      | Terry Everett (R)           | Mike Rogers (R)           | Robert Aderholt (R) | Robert E. Cramer (D)    | Spencer Bachus (R)         | Artur Davis (D)       |
| 109e congrès (2005-2007)     | Jo Bonner (R)      | Terry Everett (R)           | Mike Rogers (R)           | Robert Aderholt (R) | Robert E. Cramer (D)    | Spencer Bachus (R)         | Artur Davis (D)       |
| 110e congrès (2007-2009)     | Jo Bonner (R)      | Terry Everett (R)           | Mike Rogers (R)           | Robert Aderholt (R) | Robert E. Cramer (D)    | Spencer Bachus (R)         | Artur Davis (D)       |
| 111e congrès                 | Jo Bonner (R)      | Bobby Bright (D)            | Mike Rogers (R)           | Robert Aderholt (R) | Parker Griffith (D)     | Spencer Bachus (R)         | Artur Davis (D)       |
| (2009)                       | Jo Bonner (R)      | Bobby Bright (D)            | Mike Rogers (R)           | Robert Aderholt (R) | Parker Griffith (D)     | Spencer Bachus (R)         | Artur Davis (D)       |
| (2009-2011)                  | Jo Bonner (R)      | Bobby Bright (D)            | Mike Rogers (R)           | Robert Aderholt (R) | Parker Griffith (R)     | Spencer Bachus (R)         | Artur Davis (D)       |
| 112e congrès (2011-2013)     | Jo Bonner (R)      | Martha Roby (R)             | Mike Rogers (R)           | Robert Aderholt (R) | Mo Brooks (R)           | Spencer Bachus (R)         | Terri Sewell (D)      |
| 113e congrès                 | Jo Bonner (R)      | Martha Roby (R)             | Mike Rogers (R)           | Robert Aderholt (R) | Mo Brooks (R)           | Spencer Bachus (R)         | Terri Sewell (D)      |
| (2013)                       | Jo Bonner (R)      | Martha Roby (R)             | Mike Rogers (R)           | Robert Aderholt (R) | Mo Brooks (R)           | Spencer Bachus (R)         | Terri Sewell (D)      |
| (2013-2015)                  | Bradley Byrne (R)  | Martha Roby (R)             | Mike Rogers (R)           | Robert Aderholt (R) | Mo Brooks (R)           | Spencer Bachus (R)         | Terri Sewell (D)      |
| 114e congrès (2015-2017)     | Bradley Byrne (R)  | Martha Roby (R)             | Mike Rogers (R)           | Robert Aderholt (R) | Mo Brooks (R)           | Gary Palmer (R)            | Terri Sewell (D)      |
| 115e congrès (2017-2019)     | Bradley Byrne (R)  | Martha Roby (R)             | Mike Rogers (R)           | Robert Aderholt (R) | Mo Brooks (R)           | Gary Palmer (R)            | Terri Sewell (D)      |
| 116e congrès (2019-2021)     | Bradley Byrne (R)  | Martha Roby (R)             | Mike Rogers (R)           | Robert Aderholt (R) | Mo Brooks (R)           | Gary Palmer (R)            | Terri Sewell (D)      |
| 117e congrès (2021-2023)     | Jerry Carl (R)     | Barry Moore (R)             | Mike Rogers (R)           | Robert Aderholt (R) | Mo Brooks (R)           | Gary Palmer (R)            | Terri Sewell (D)      |
| 118e congrès (2023-2025)     | Jerry Carl (R)     | Barry Moore (R)             | Mike Rogers (R)           | Robert Aderholt (R) | Dale Strong (R)         | Gary Palmer (R)            | Terri Sewell (D)      |
| 119e congrès (2025-2027)     | Barry Moore (R)    | Shomari Figures (D)         | Mike Rogers (R)           | Robert Aderholt (R) | Dale Strong (R)         | Gary Palmer (R)            | Terri Sewell (D)      |

## Premières
- Benjamin S. Turner (en) est le premier Afro-Américain de l'État à être élu au Congrès en 1871[1].
- Elizabeth B. Andrews (en) est la première femme de l'État à être élue au Congrès en 1972.
- Terri Sewell est la première Afro-Américaine de l'État à être élue au Congrès en 2011[2].